# ادن، نیو ساوت ولز
ادن (به انگلیسی: Eden) یک شهرک در استرالیا است که در نیو ساوت ولز واقع شده‌است.